# Coup d'État de 1993 en Azerbaïdjan
Un coup d'État en Azerbaïdjan a lieu en 1993, mené par une milice dirigée par le commandant militaire Souret Husseïnov et portant au pouvoir Heydar Aliyev.

## Le contexte
L'Azerbaïdjan est alors un jeune état indépendant qui n'est reconnu comme tel par la communauté internationale que depuis fin 1991. La période qui suit cette indépendance est chaotique, le nouvel État s'enlisant dans un conflit avec l'Arménie pour le contrôle de l'enclave du Haut-Karabagh appartenant à l'Azerbaïdjan, mais peuplée d'Arméniens. En juin 1992, Aboulfaz Eltchibeï est démocratiquement élu président. C'est le premier dirigeant non communiste du pays.

## Les événements de 1993
En 1993, l'Azerbaïdjan  semble au bord de la guerre civile en raison des désastres militaires dans cette guerre contre l'Arménie. Le président Aboulfaz Eltchibeï renvoie de l'armée un commandant, et ancien communiste, Souret Husseïnov, en raison de ses échecs militaires. Souret Husseïnov, revenu dans la province dont il est originaire, arme une milice (probablement avec l'aide de l'armée russe), défait le 4 juin 1993 les forces de l'armée envoyées pour désarmer cette milice et précipite une crise gouvernementale en marchant vers Bakou avec ses soldats, créant une panique au sein du pouvoir politique.
Aboulfaz Eltchibeï fuit la capitale. Une alliance se constitue entre l'auteur de ce coup d'état, Souret Husseïnov, et une autre personnalité politique, Heydar Aliyev, vice-président du parlement d'Azerbaïdjan, mais aussi ancien général du KGB, ancien membre du Politburo soviétique (premier musulman dans cette fonction) et ancien vice-premier ministre de l'URSS, démis par Mikhaïl Gorbatchev. Heydar Aliyev exerce de fait l'intérim du chef de l'État  et revient au premier rang, s'imposant comme le nouvel homme fort. Il devient président du parlement d'Azerbaïdjan le 15 juin 1993. Cette assemblée l'élit neuf jours plus tard président de l’État par intérim. Husseïnov obtient le poste de premier ministre,.
Heydar Aliyev est définitivement élu président de la République d'Azerbaïdjan au suffrage universel le 3 octobre 1993 et prend ses fonctions le 10. Il annonce vouloir empêcher la guerre civile, regagner le terrain perdu en Haut-Karabakh dans le conflit avec l'Arménie, garantir l'intégrité territoriale de l'Azerbaïdjan, et respecter la liberté d'expression et les droits de l'homme. Il précise cependant à propos d'éventuelles oppositions politiques  : « je ne souhaite pas utiliser la force, mais il est clair que si le pluralisme et la discussion politique peuvent continuer, il n'est pas question de pouvoir constituer des groupements armés ».

## Le devenir des principaux protagonistes de cette crise
Heydar Aliyev apporte une forte stabilité politique, restant président de la République d'Azerbaïdjan d'octobre 1993 à octobre 2003, avec un régime autoritaire marqué par un culte de la personnalité à son égard. Il encourage les investissements étrangers et réprime toute opposition politique. Il est réélu en 1998 avec une forte majorité, la plupart des partis d'opposition boycottant le vote (le Conseil de l'Europe déclare que cette élection ne répond pas aux normes internationales). Il obtient une trêve avec l'Arménie en 1994, mais ne résorbe pas la rébellion dans l'enclave arménienne du Haut-Karabakh. Sa santé se détériore à partir de 1999 (il a alors 76 ans). Il renonce en 2003 à se représenter aux élections présidentielles mais adoube son fils, Ilham Aliyev, comme candidat à la présidence de la République. C'est ce fils qui lui succède. Heydar Aliyev meurt en décembre 2003.
L'ancien président, Aboulfaz Eltchibeï, se réfugie dans sa région du Nakhitchevan. En 1997, Eltchibeï revient à Bakou pour tenter de reprendre un rôle politique, critiquant le président Aliyev Il est jugé en 1999 pour avoir dénoncé le soutien qu'Aliyev apporte au PKK, mais le procès se termine par un non-lieu. Malade, Eltchibeï quitte le pays et meurt à Ankara, en Turquie, d'un cancer de la prostate en août 2000. Eltchibeï a toujours été proche politiquement de la Turquie,.
Le nouveau premier ministre, Husseïnov, est démis de ses fonctions en octobre 1994 par le président Aliyev qui l'accuse de tentative de coup d'État. Husseïnov se réfugie en Russie mais est renvoyé vers l'Azerbaïdjan en 1996. Il est jugé pour tentative de coup d'État, tentative d'assassinat du président, contrebande d'armes, trafic de drogue, création de milice armée, mutinerie et enfin haute trahison. Il est condamné à perpétuité par la Cour suprême azérie le 15 février 1999. Il est gracié en 2004.

### Webographie
- (en) « The Coup of June 1993 », sur Country Studies, Federal Research Division, Bibliothèque du Congrès américain.
- (en) « Abulfez Elchibey », sur Encyclopædia Britannica.